# 가필드 마법의 샘물
《가필드 마법의 샘물》(영어: Garfield's Fun Fest)는 2008년 공개된 미국의 영화이다.

## 줄거리
'큰웃음 대회'에서 매년 우승을 차지하며 잔뜩 거만해진 고양이 '가필드'.
엇! 그런데 이게 왠 일?!
더 이상 가필드의 유머에 사람들이 웃지 않게 된 것!!
여기에 엎친데 덮친 격으로 여친 '알린'까지 제멋대로인 가필드 대신 다른 대회 파트너를 찾는다.
완전 충격 먹은 우리의 가필드는 절친 '오디'와 함께 한 모금이면 '큰 웃음' 빵 터지게 해준다는 '마법의 샘물'을 찾아 신비의 숲으로 모험을 떠나게 된다.
과연 우리의 못말리는 뚱보 고양이 가필드는 잃어버린 웃음을 되찾고 여친 '알린'의 사랑과 '큰웃음 대회' 1위의 영광을 차지할 수 있을까?